# Charvel
Charvel (uitspraak: shjarvèl) is een  Amerikaans gitaarmerk gestart in de jaren 70 van de twintigste eeuw door Wayne Charvel.
Charvel produceerde onder andere kopieën van de bekende Fender Stratocaster en met de lancering van de zogenaamde "Superstrat" ging Charvel de geschiedenis in als de eerste fabrikant die een gitaar uitbracht met 24 frets. 
Een B-merk van Charvel was Charvette.
Charvette produceerde vooral goedkope gitaren vervaardigd uit minder duurzame materialen dan de originele Charvel-gitaren.
Charvel maakte vooral naam voor zichzelf met de "Charvel/Concorde".
Deze gitaar, speciaal gebouwd voor Ozzy Osbourne-gitarist Randy Rhoads voorkwam het vroegtijdige faillissement van Charvel en zorgde ervoor dat het merk definitief op de kaart werd gezet.
Vlak na het uitbrengen van de Concorde werd Charvel overgenomen door oud-medewerker Grover Jackson.
Charvel is over het algemeen een bekend gitaarmerk met een goede reputatie.
Gitaarvirtuoos Eddie Van Halen gebruikte voornamelijk onderdelen van Charvel voor de bouw van zijn bekende Frankenstrat.
In de jaren tachtig verhuisde de productie naar Japan, om daar tot 1993 te blijven. Daarna verhuisde de productie naar Zuid-Korea en China. In die periode werd Charvel vaak aangeduid als een b-merk van Jackson. Het logo dat Charvel in die periode voerde was ook in dezelfde stijl als dat van Jackson. Uiteindelijk werd Charvel/Jackson overgenomen door Fender. Die besloot de productie terug te naar de Verenigde staten te brengen en weer gitaren in het topsegment te gaan maken. In de eerste jaren na de overname werden er naast de Amerikaanse topkwaliteit-modellen ook weer goedkopere Charvels in Azië geproduceerd. Later werden de betaalbaardere lijnen in de Mexicaanse Fenderfabrieken geproduceerd. Fender heeft na de overname de typische eigenschappen van Charvel-gitaren behouden en een duidelijker verschil in stijl tussen Jackson en Charvel aangebracht waarbij Jackson specifieker op de metalgitarist is gericht en Charvel meer op de allroundgitarist die van "snelle" gitaren houdt.
Kenmerkend voor Charvel gitaren is de hals. Deze is dunner en een fractie smaller dan de standaard Fender halzen en met 22 of 24 jumbo-frets uitgerust. De toets heeft een zogenaamd "compound fretboard" profiel, een vinding van Wayne Charvel waarbij de kromming van de frets bij de topkam een kleinere radius hebben dan hoger op de hals. De hals vlakt als het ware uit. Dit heeft als voordeel dat akkoorden onderaan de hals net zo "prettig" voelen als bij een Fender, en solospel hoger op de hals de voordelen van vlakkere frets heeft zoals de snaar ver kunnen opdrukken (tot 2 hele tonen omhoog) zonder dat de snaar op de volgende fret wordt gedempt.

## Wayne Guitars
In 1987 ontwierp Wayne Charvel een signatuur-gitaar voor Gibson, de Gibson Charvel WRC waarvan er in iedere beschikbare kleur (rood, wit, zwart) 200 zijn geproduceerd.
Tegenwoordig bouwt en verkoopt Wayne Charvel met zijn zoon Michael gitaren onder de naam Wayne Guitars. Hun werkplaats/winkel en woonhuizen gingen in 2018 verloren in de bosbrand die hun Californië Californische woonplaats Paradise vrijwel geheel vernietigde. Daarbij ging ook uniek gitaarbouwgereedschap verloren.